# Bronnaya Gora
Bronnaya Gora (en russe : Бронная Гора ; biélorusse : Бронная Гара ; polonais : Bronna Góra) était (en 1942-1944) un camp de concentration et d'extermination aménagé par les forces d'occupation allemandes dans les environs du village de Bronnaya Gora dans le raïon de Bjarosa, voblast de Brest en Biélorussie, durant la Seconde Guerre mondiale. À cet endroit, plus de 50 000 personnes, principalement des Juifs, furent assassinées par les Allemands.

## Histoire du camp
Le village de Bronnaya Gora est situé à 125 km au nord-est de la ville de Brest sur l'axe Brest-Minsk le long de la voie ferrée et le long de la chaussée vers Minsk, la capitale de la Biélorussie.
La voie de chemin de fer, qui conduit à l’endroit où eurent lieu des massacres dans les camps, traverse aujourd’hui un petit bois de bouleaux.
Les alentours du petit village sont couverts de bois également et parsemés de petits étangs.
Deux jours après le début de l'offensive allemande contre l'Union soviétique c'est-à-dire dès le 24 juin 1941, les troupes allemandes occupaient le village de Bronnaya Gora. Un an plus tard environ, en mai et juin 1942, l’administration allemande organisa un site d’extermination, à 400 m au sud-ouest de la gare de Bronnaya Gora. L'infrastructure du camp comprenait 48 hangars, construits entre 1939 et 1941 par l'Armée rouge après la défaite de la Pologne, des voies de chemins de fer pour amener les victimes et un réseau de clôtures de fils de fer barbelé. Les 48 bâtiments servirent de combustible en 1944 pour incinérer les corps des victimes, après les avoir exhumés afin de dissimuler les traces des exactions commises dans la perspective de la défaite possible des armées allemandes.
Les données sur les camps d’extermination ne sont pas nombreuses, du fait qu'il ne se trouve pas de survivants ni de sources allemandes à leur sujet. Quelques témoignages furent repris dans la documentation de la "Sonderkommission zur Aufklärung der Verbrechen der deutsch-faschistischen Eroberer für das Gebiet Brest" (Commission spéciale pour la reconnaissance des crimes des conquérants fascistes allemands pour la région de Brest-Litovsk). Une copie de ces documents peut être consultée aux archives de l’état de la voblast de Brest sous le numéro 514. Les originaux se trouvant probablement à Moscou.
De chaque côté d’une voie de garage conduisant à l’époque à un ancien entrepôt militaire de l’Armée rouge, furent creusées 8 fosses, de respectivement 12 jusqu’à 63 mètres de long, 4,5 à 6,5 mètres de large et 3,5 à 4 mètres de profondeur. Pour chacune, jusqu’à 600 civils des villages des alentours furent mobilisés en juin et septembre 1942. On ne sait toujours pas aujourd’hui quelle administration allemande exactement a concrètement organisé ces travaux. À partir de mi-juin 1942 des trains arrivèrent à cet endroit remplis de civils – principalement des Juifs - en vue de les assassiner. Ceux-ci venaient de camps, ghettos et prisons des environs. Les premiers qui furent tués ici, étaient les Juifs internés en juin 1942 au "Ghetto B" de la ville de Beresa, soit environ 3 500 civils.

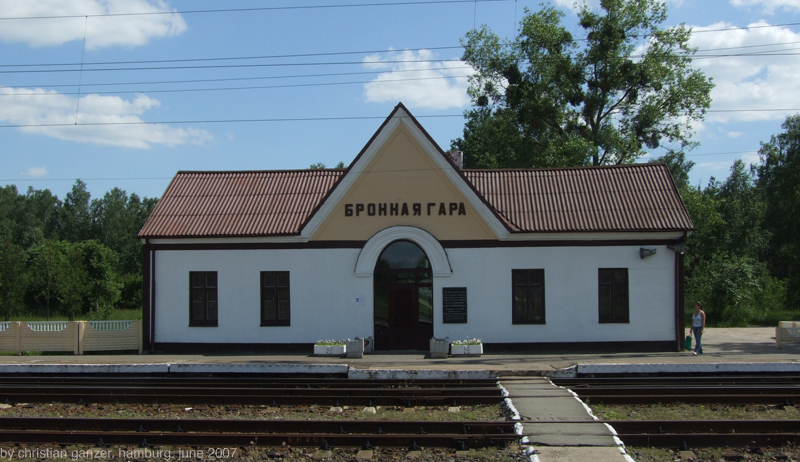
Bronnaya Gora, Gare des trains

Le témoignage de Roman Stanislawowitsch Nowis, qui était chef de gare de Bronnaya Gora avant l’occupation allemande et qui travailla ensuite comme aiguilleur, constitue la description la plus précise des événements. Il pouvait observer le processus très précisément, vu que la cabane de chemin de fer et l'aiguillage dont il avait la charge n’étaient éloignés que de 250 mètres des fosses. D’après ses renseignements, cinq transports arrivèrent à Bronnaya Gora en juin 1942. Le deuxième train, avec 46 wagons, serait venu des stations de Drahitchyn, Janowo et Gorodez. Chaque wagon aurait été chargé de plus de 200 personnes de différentes conditions et nationalités, dont la plupart des Juifs. Le troisième train, avec 40 wagons, vint, suivant Roman Nowis, de Brest. Les véhicules étaient extraordinairement bondés. Le quatrième transport, avec 18 wagons, vint des stations de Pinsk et Kobryn, le cinquième train à nouveau de Brest. Roman Nowis spécifia encore, qu’il avait appris que, les personnes des 13 wagons amenés à Bronnaya Gora étaient des occupants de la prison de Brest. Ceux-ci auraient été des Biélorusses, des Polonais et des Juifs.
En septembre, un sixième transport serait arrivé de Beresa avec 25 wagons, début octobre, à nouveau un train avec 28 wagons en provenance de Brest. Étant donné que le ghetto de Brest a été dissous entre le 15 octobre 1942 et le 18 octobre 1942 et que 15 000 à 20 000 Juifs de Brest-Litovsk ont été fusillés à Bronnaya Gora, on peut supposer que les données de Roman Nowis ne sont pas tout à fait exactes et en deçà de la réalité. Il faut également tenir compte du fait que dans ces trains arrivèrent aussi des personnes déjà mortes, qui auraient été écrasées ou asphyxiées durant les trajets. Toujours est-il que, selon Roman Nowis, 7 convois auraient amené environ 200 wagons contenant chacun 200 personnes approximativement, ce qui représente 40 000 personnes en tout dont aucune n'a survécu. Il faut y ajouter les personnes se trouvant dans le village de Bronnaya Gora et des prisonniers soviétiques. Il faut ajouter à ces chiffres de l'arrivée des 7 trains et qui s'arrêtent début octobre, ceux des prisonniers du ghetto de Brest-Litovsk qui ont été amenés les 15 et 18 octobre quand celui-ci fut détruit. Le total pourrait donc dépasser 50 000 personnes.
Dans la documentation sur la question, apparaît parfois l’information selon laquelle les Allemands auraient fait fusiller toute la population du village de Bronnaya Gora, soit environ 1 000 personnes, pour se débarrasser de témoins gênants. La Komsomolskaïa Pravda du 12 octobre 1944 signale également cette estimation. Ce nombre, relativement élevé, qui correspond peu avec la densité de population de 1940 (175 habitants), et pourrait s’expliquer par l’afflux de réfugiés venant des villages et des villes des alentours ravagés par la guerre. En fait, cette donnée se retrouve également dans les déclarations de Roman Nowis, qui a rapporté, qu’en juin 1942, environ 800 personnes, vivant dans les casernes et autres bâtiments, non loin d'un ancien entrepôt de l'Armée rouge, avaient été abattues et enterrées à proximité, dans un charnier.
La séquence des exécutions est relativement bien documentée par les témoignages conservés. Les personnes ont été transportées par trains de marchandises sur le site d’exécution à Bronnaya Gora, gardées par des militaires en uniforme SS Schutzstaffel et SD Sicherheitsdienst. Elles étaient déchargées des wagons dans un espace clos avec des barbelés et forcées de se déshabiller complètement. Un petit groupe de détenus condamnés à mort devait récupérer les vêtements et les ramener dans le wagon. Les vêtements étaient ensuite rechargés dans des camions et transportés dans une caserne allemande.
Après s'être déshabillés, les gens étaient chassés, nus, par des couloirs cernés de barbelés vers les fosses creusées d'avance. Ils y descendaient par des échelles (en cas de profondeur importante) et devaient s’y ranger, face vers le bas sur l'homme déjà mort avant eux, pour ensuite être également exécutés. Les pelotons d'exécution en uniformes militaires allemands étaient chacun amenés par des véhicules, et repartaient après les tueries. C’est de cette façon que trouvèrent la mort, à partir de mi-juin jusqu'à la fin de novembre 1942, plus de 50 000 personnes.
Alors que la défaite de l'Allemagne se profilait depuis 1943 et à mesure que l'Armée rouge se rapprochait des sites de massacres, environ 100 personnes furent forcées, en mars 1944, pendant environ deux semaines, d'exhumer des charniers et de brûler les restes des personnes tuées en 1942 et 1943. Le combustible utilisé était un liquide inflammable et le bois des 48 bâtiments du camp soviétique et des casernes militaires voisins. Le feu brûla jour et nuit. Ces personnes étaient hébergées dans un camp de la gare de Bronnaya Gora, sous étroite surveillance. Après avoir terminé ce travail, elles furent également tuées et brûlées. Sur le site des charniers et des bûchers, de jeunes arbres ont été plantés pour dissimuler les crimes. La forêt plantée à l'époque existe encore. L'enquête de la Commission a trouvé sur place des os carbonisés, des restes de cheveux de femmes, des chaussures d'enfants ainsi que le bras d'un enfant d'environ 18 cm de long. Le médecin chef de l’hôpital du raïon de Bereza (Biaroza), le docteur Demidovitch Vassili Joukovski, constata le 15 septembre 1944, qu’à l'emplacement des fusillades, à une profondeur de 3,5 mètres, de nombreux ossements humains se trouvaient dans le sol et que le sol était imprégné de masse corporelle humaine.
Pendant l'occupation allemande, la compagnie de prisonniers de guerre soviétiques 228 C, qui comprenait 150 personnes, fut stationnée temporairement dans Bronnaya Gora. Ce camp de prisonniers de guerre pour soldats de l'Armée rouge était sous la tutelle de la direction générale « centre » des chemins de fer allemands à Minsk. Que ce camp corresponde au camp de ceux qui ont été forcés en mars 1944, de déterrer les charniers, est fort probable, mais ne peut pas encore être certifié. Il n’y a apparemment également aucune information sur la période d'utilisation de ce camp.

## Monuments

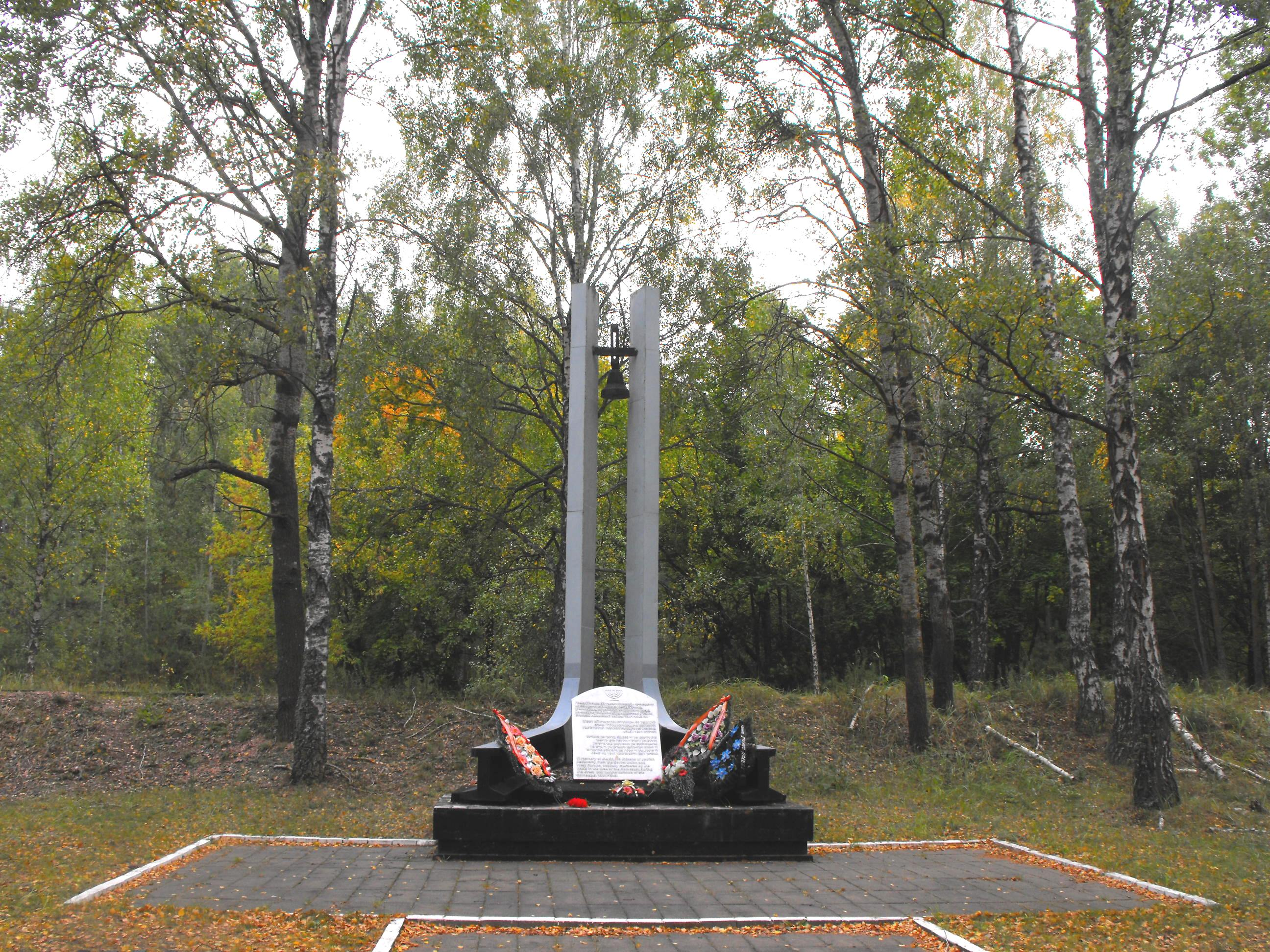
Bronnaya Gora : monument à la mémoire des victimes juives. 1a

Deux monuments commémorent le souvenir des personnes tuées à Bronnaya Gora. Dans les environs immédiats de la voie de chemin de fer existante, mais évidemment désaffectée de longue date, par laquelle les personnes étaient jadis amenées sur le site d'exécution, un obélisque a été érigé en 1978. Le monument a été restauré en 1994. Il rappelle maintenant le symbolisme de la piste vers les sites d'exécution. Une voie ferrée se rétrécissant, commence au niveau du sol, s’érige ensuite vers le ciel, à environ cinq mètres en hauteur. Au sommet, une cloche est montée entre les deux rails. Un écriteau en "inox", surmonté d'une Menorah, explique la signification du monument en biélorusse, en hébreu, en yiddish et en anglais: « À la mémoire des plus de 50 000 citoyens soviétiques et citoyens des pays d'Europe occidentale, pour la plupart de nationalité juive, qui, pendant la Grande Guerre patriotique de 1941-1945, ont été sauvagement assassinés par les fascistes ».

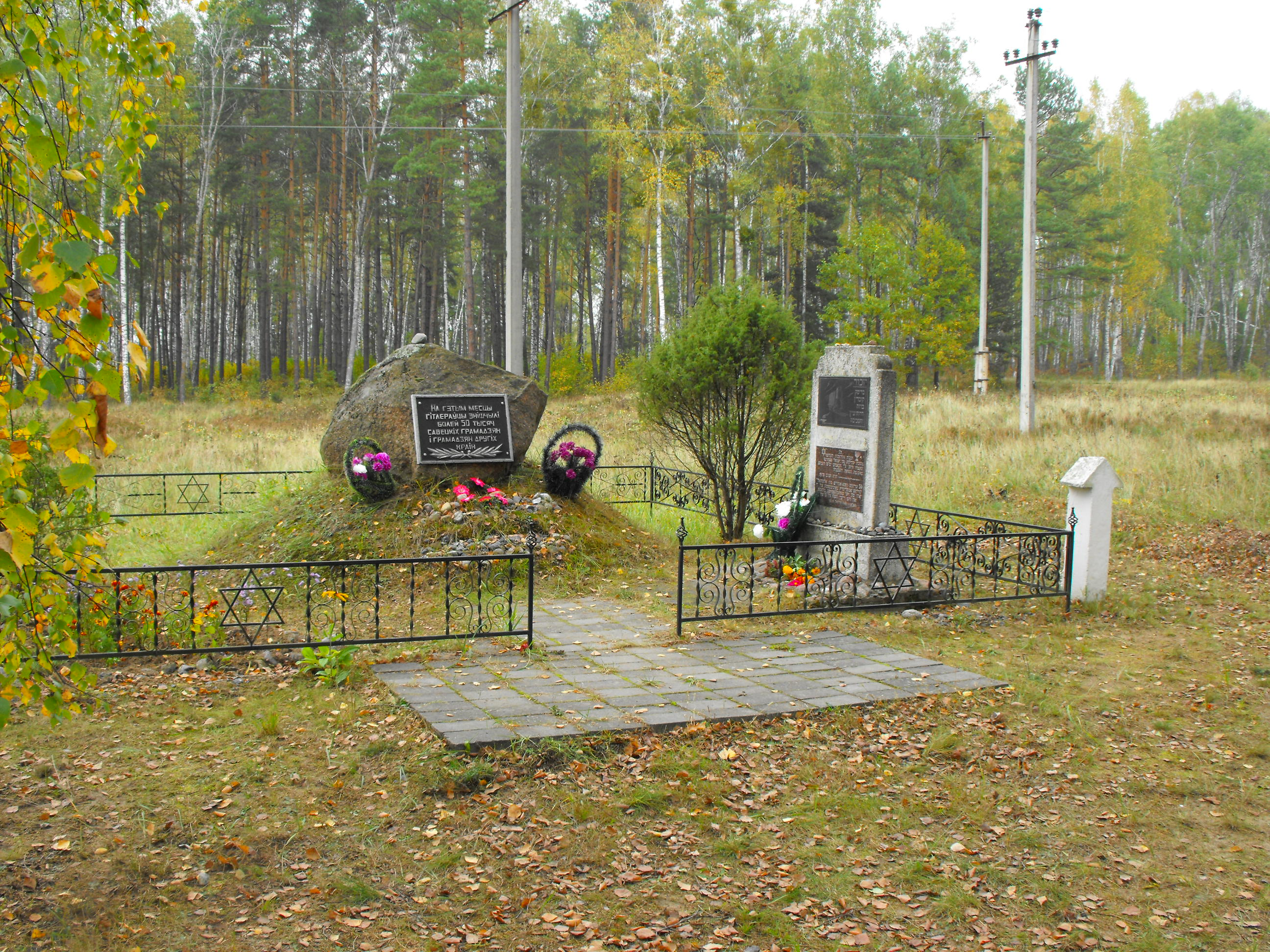
Bronnaya Gora : monument à l'emplacement des exécutions. 1b

Le second monument est situé à environ 100 mètres. Sur un terrain clos de six mètres de long sur six mètres de large, se trouvent deux pierres avec, en tout, trois plaques. La clôture basse, en fer forgé, est décorée avec l'étoile de David. Le texte d'un des écriteaux qui est fixé à un rocher, reprend cette phrase : « Dans ce lieu, les fascistes hitlériens ont anéanti plus de 50 000 citoyens soviétiques et citoyens d'autres pays ». Les deux autres panneaux se trouvent sur une pierre tombale en granit.
La partie haute montre le dernier wagon d'un train de marchandises avec guérite et dans le coin inférieur gauche, est symbolisée une flamme éternelle. Sur la droite est apposée une inscription en yiddish qui rappelle la mémoire de ces événements (Yizkor) et qui donne les noms des lieux d’où la plupart des victimes provenaient. Le panneau du bas montre une étoile de David et une ménorah. Ceux qui ont été tués par les nazis y sont bénis en hébreu et en yiddish. Le texte se termine avec l'année 5 755 (suivant le calendrier juif) et le nom de l'auteur Shlomo Ben Asher Weinstein.

## Littérature
- Saul Friedländer (trad. de l'anglais par P-E Dauzat), Les années d'extermination : l'Allemagne nazie et les Juifs, 1939-1945, Paris, Éditions Points, coll. « Histoire » (no 457), 2012, 1028 p. (ISBN 978-2-7578-2630-0, OCLC 800908996) (BNF 42583195).
- (de) Christopher Browning: Judenmord. NS-Politik, Zwangsarbeit und das Verhalten der Täter. Frankfurt 2001.
- (de)Wolfgang Curilla (de): Die deutsche Ordnungspolizei und der Holocaust im Baltikum und in Weißrußland 1941-1944. 2. Aufl., Schöningh, Paderborn 2006,  (ISBN 3-506-71787-1)
- (de) Christian Gerlach: Kalkulierte Morde. Die deutsche Wirtschafts- und Vernichtungspoltik in Weißrußland 1941 bis 1944. Hamburg 1999.
- (be) Harada i vëski Belarusi. Bresckaja voblasc'. Kniha I. Minsk 2006 (Harada i vëski Belarusi. Encyklapedija. Bd. 3).
- Lagerja sovetskich voennoplennych v Belarusi. 1941-1944. Spravočnik. Lager sowjetischer Kriegsgefangener in Belarus. Ein Nachschlagewerk. Minsk 2004. (Zweisprachig Russisch und Deutsch.)
- Svod Pamjatnikov istorii i kultury Belorussii. Brestskaja oblast'. Minsk 1990 (Svod Pamjatnikov istorii i kultury narodov SSSR).
- (fr) Harald Welzer." Les exécuteurs:des hommes normaux aux meurtriers de masse". Traduit de l'allemand par Bernard Lortholart. Gallimard.Essais.NRF.9-782-070-77941-3
- (en)David Patterson, The Complete Black Book of Russian Jewry, Transaction Publishers, 2003 (lire en ligne), page179
- (en)Lucyna B. Radlo, Between Two Evils: The World War II Memoir of a Girl in Occupied Warsaw and a Nazi Labor Camp, McFarland, 2009 (lire en ligne), page 99

## liens
- Михаил Ринский. ИСТОРИЯ ПАМЯТНИКА. Памятник жертвам фашизма на Бронной горе.
- (en) The Brest Ghetto Passport Archive